# 蛋饺

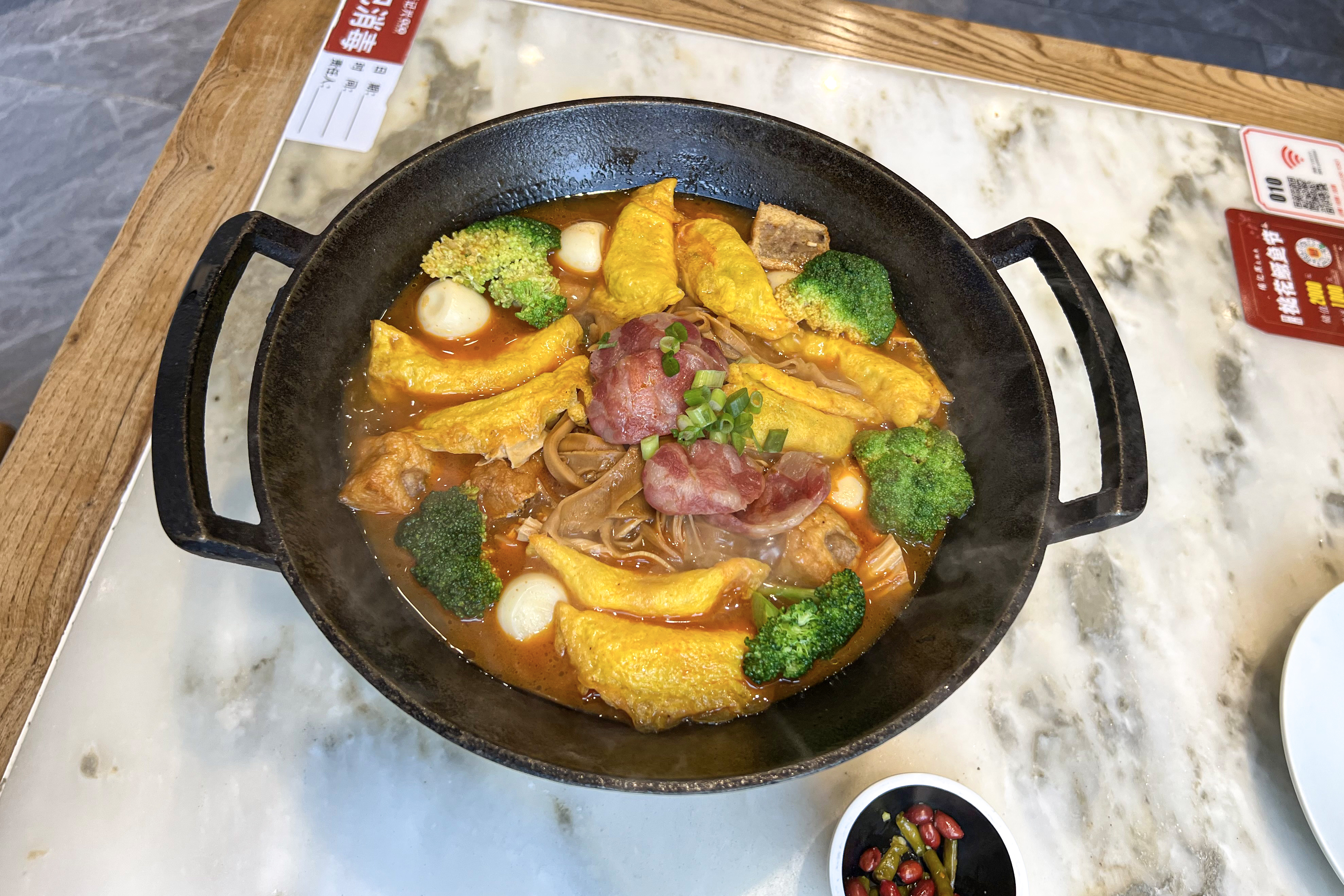
徽州一品锅最上层点缀有蛋饺

蛋饺是一种以蛋皮包成的饺子，可直接加热食用，也可以制成羹汤、火锅等。

## 制作方法
将蛋液倒入平底锅中摊成蛋皮，成型后加入调制好的馅料，将蛋皮对折称半圆形并压紧，两面略煎即可。